# Sveriges Radio P1

Das Logo des Senders

Sveriges Radio P1 (SR P1) ist das erste Hörfunkvollprogramm von Sveriges Radio mit Sitz in Stockholm, in Schwedisch.

## Allgemein
SR P1 ist ein reines Informations- und Wortprogramm, welches ausschließlich nationale und internationale Nachrichtenthemen behandelt. SR P1 ist in Schweden landesweit über ein gut ausgebautes UKW-Sendernetz zu empfangen, beispielsweise deckt die mit 60 kW aus dem südschwedischen Hörby sendende 88,80 MHz die dänische Insel Seeland und die deutsche Insel Rügen komplett ab.
Der Sender sendet seit 1925.

## Weblink
- sr.se/p1 – offizielle Website